# 李成荃
李成荃（1929年3月10日—2017年9月9日），女，汉族，吉林长春人，中华人民共和国政治人物。曾任安徽省农业科学院院长、党组副书记。第八、九届全国政协委员。